# Metrodoro de Lâmpsaco (o jovem)
Metrodoro de Lâmpsaco (em grego:  Μητρόδωρος Λαμψακηνός, Mētrodōros Lampsakēnos; 331 a.C. – 278 a.C.) foi um filósofo grego da escola epicurista. Embora um dos quatro principais defensores do epicurismo, apenas fragmentos de suas obras permanecem. Um busto de Metrodoro foi encontrado em Eleia, um modelo ligeiramente diferente para representar Parmênides.

## Vida
Metrodoro era natural de Lâmpsaco no Dardanelos. O nome de seu pai era Ateneu ou Timócrates, o Sande de sua mãe. Junto com seu irmão Timócrates de Lâmpsaco, ele ingressou na escola que Epicuro havia estabelecido em sua cidade natal. Timócrates, no entanto, logo se desentendeu com seu irmão e Epicuro e dedicou o resto de sua vida a espalhar calúnias maliciosas sobre eles. Metrodoro, por outro lado, logo se tornou o mais ilustre dos discípulos de Epicuro, com quem viveu em termos de amizade íntima, e a quem ele mais tarde seguiu para Atenas, nunca o tendo deixado desde que o conheceu, exceto por seis meses em uma ocasião, quando ele fez uma visita à sua terra natal.
Metrodoro morreu em 278 a.C., com 53 anos de idade, sete anos antes de Epicuro, que o teria nomeado seu sucessor se ele tivesse sobrevivido. Ele deixou para trás um filho chamado Epicuro e uma filha, a quem Epicuro, em seu testamento, confiou à tutela de Aminômaco e Timócrates de Pótamo, para ser criada sob os cuidados conjuntos deles próprios e de Hermarco, e sustentada pelo propriedade que ele deixou para trás. Em uma carta que também escreveu em seu leito de morte, Epicuro confiou os filhos aos cuidados de Idomeneu, que se casou com Bátis, irmã de Metrodoro. O dia 20 de cada mês era comemorado pelos discípulos de Epicuro como um dia festivo em homenagem a seu mestre e Metrodoro. Leontina é conhecida como a esposa ou amante de Metrodoro.
Diógenes Laércio mencionou a carta de Epicuro, "Todos os meus livros serão dados a Hermarco. E se alguma coisa acontecer a Hermarco antes que os filhos de Metrodoro cresçam, Aminômaco e Timócrates darão dos fundos que eu legar, na medida do possível, o suficiente para suas diversas necessidades, desde que sejam bem ordenados. E que providenciem o resto de acordo com meus arranjos; que tudo pode ser realizado, na medida em que está em seu poder. Dos meus escravos, eu liberto Mis, Nícias, Licão e também dou a liberdade a Fédrio."

## Filosofia

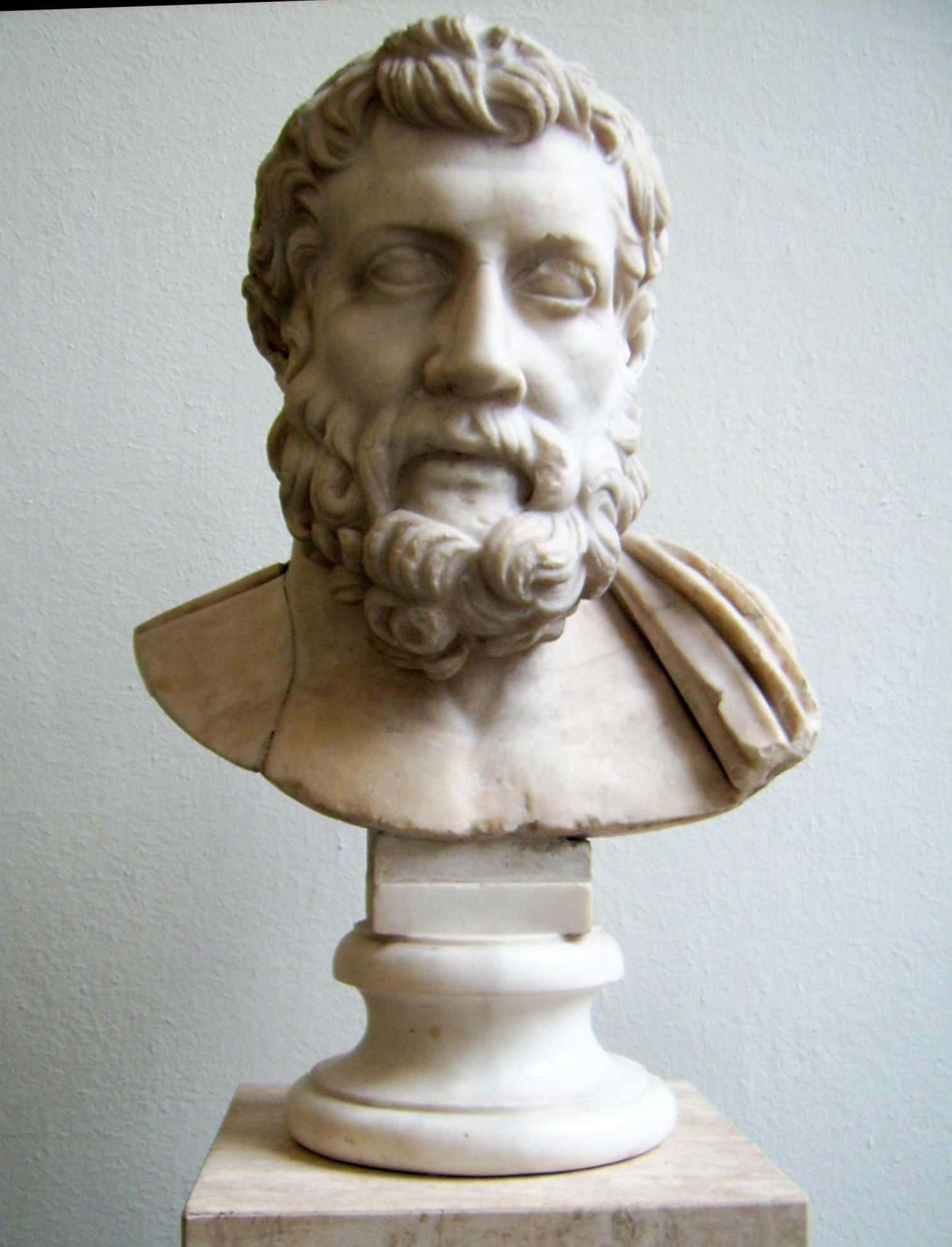
Cópia romana de um busto grego de Metrodoro. (Museu de Pérgamo, Berlim)

A filosofia de Metrodoro parece ter sido de um tipo mais sensual do que a de Epicuro. Felicidade perfeita, segundo o relato de Cícero, ele fez consistir em ter um corpo bem constituído e saber que assim permaneceria para sempre. Ele criticou o irmão por não admitir que a barriga era o teste e a medida de tudo o que dizia respeito a uma vida feliz De acordo com Sêneca, Epicuro colocou Metrodoro entre aqueles que precisam de ajuda para trabalhar seu caminho em direção à verdade.
Diógenes Laércio lista as seguintes obras de Metrodoro:
- Πρὸς τοὺς ἰατρούς, τρία - Contra os médicos (3 volumes)
- Περὶ αἰσθήσεων - Nas sensações
- Πρὸς Τιμοκράτην - Contra Timócrates
- Περὶ μεγαλοψυχίας - Em magnanimidade
- Περὶ τῆς Ἐπικούρου ἀρρωστίας - Sobre a saúde fraca de Epicuro
- Πρὸς τοὺς διαλεκτικούς - Contra os Dialéticos
- Πρὸς τοὺς σοφιστάς, ἐννέα - Contra os sofistas (9 volumes)
- Περὶ τῆς ἐπὶ σοφίαν πορείας - No Caminho da Sabedoria
- Περὶ τῆς μεταβολῆς - Em mudança
- Περὶ πλούτου - Sobre a Riqueza
- Πρὸς Δημόκριτον - Contra Demócrito
- Περὶ εὐγενείας - No nascimento nobre

Metrodoro também escreveu Contra Eutífron, e Contra Górgias, ambos críticas à diálogos de Platão. Pequenos fragmentos de sua obra Sobre a Riqueza foram encontrados entre os restos carbonizados da Vila dos Papiros em Herculano. Filodemo fez uso desse trabalho em seus próprios trabalhos Sobre a Riqueza e Em Economia Doméstica. Filodemo cita Metrodoro como o autor da visão de que a pobreza cínica deveria ser rejeitada em favor de um estilo de vida mais rico, embora a riqueza de forma alguma contribua para a felicidade.

### Origens
- Dorandi, Tiziano (1999). «Chapter 2: Chronology». In:  Algra. The Cambridge History of Hellenistic Philosophy. Cambridge: Cambridge University Press. ISBN 9780521250283

#### Atribuição
- Este artigo contém texto  do  do Dictionary of Greek and Roman Biography and Mythology (em domínio público), de William Smith (1870).